# 怒火狂飆
《怒火狂飆》（英語：Drive Angry）是一部2011年美國動作恐怖片，由尼可拉斯·凱吉、安柏·赫德和威廉·菲德內爾主演，派屈克·魯希爾所執導，2011年2月25日於美國上映；票房不佳。

## 故事情節
本該死亡的約翰·米爾頓（尼可拉斯·凱吉飾）為了報喪女血仇並拯救被邪教抓去獻祭的孫女，取走殺傷力極強的武器「弒神者」，自地獄踏回人間，趕在滿月前夕，追尋邪教組織首領約拿·金格（比利·柏克飾）。得知此事的撒旦派出旗下屬之簿記（威廉·菲德內爾飾），要將約翰·米爾頓緝拿歸獄。
於科羅拉多州遇上並解救遭未婚夫毒打的派珀（安柏·赫德飾），兩人同行下，狂飆著自老戰友韋伯斯特（大衛·摩斯飾）手中取回的黑色道奇挑戰者，撞破了鄉間的寧靜，不論是地獄使者還是邪教領袖，為解救心愛的孫女，米爾頓都將衝破橫擋在兩人面前的一切阻礙。

## 演員
| 演員                                | 飾演角色                     |
| ----------------------------------- | ---------------------------- |
| 尼可拉斯·凱吉                       | 約翰·米爾頓（John Milton）   |
| 安柏·赫德                           | 派珀（Piper）                |
| 威廉·菲德內爾                       | 簿記                         |
| 比利·柏克（Billy Burke）            | 約拿·金格（Jonah King）      |
| 大衛·摩斯                           | 韋伯斯特（Webster）          |
| 凱蒂·米克松（Katy Mixon）           | 諾瑪·珍（Norma Jean）        |
| 凱菈·莱斯-寇特（Kayla Rice-Cote）   | 莉莉·金格（Lily King）       |
| 克莉絲塔·坎貝爾（Christa Campbell） | 蒙娜·埃爾金斯（Mona Elkins） |
| 夏洛蒂·羅絲（Charlotte Ross）       | 凱蒂                         |
| 湯姆·艾金斯（Tom Atkins）           | 警官                         |

## 製作
影片使用了3D技術拍攝，電影攝影機為Paradise FX系統，並由蓋瑞·滕尼克利夫（Gary Tunnicliffe）負責特效之製作。片中米爾頓所駕駛的三部車分別為1963年出產的別克未來（Buick Riviera）、1969年出產的道奇戰馬（Dodge Charger）和1971年出產的雪佛蘭Chevelle SS 454。

## 發行
影片於2010年7月23日首次播映於聖地亞哥國際動漫節（San Diego Comic-Con International），並於2011年2月25日於美國上映。

### 票房
此片被視為票房毒藥（box office bomb），周末票房較預期低5百萬，首周周五票房排第九位，票房為160萬。

## 外部連結
- 官方网站
- 互联网电影数据库（IMDb）上《怒火狂飆》的资料（英文）
- AllMovie上《怒火狂飆》的资料（英文）
- 爛番茄上《怒火狂飆》的資料（英文）
- Metacritic上《怒火狂飆》的資料（英文）
- Box Office Mojo上《怒火狂飆》的資料（英文）